# شعار التبت
شعار التبت هو رمز لحكومة التبت. ويجمع بين عدة عناصر مأخوذة من علم التبت، مع اختلافات قليلة، ويحتوي الشعار على العديد من الرموز البوذية. عناصره الأساسية هي الشمس والقمر فوق جبال الهيمالايا التي تمثل أمة التبت. وعلى سفوح الجبال يقف زوج من أسود الثلوج.